# アグルィズ
座標: 北緯56度31分19秒 東経52度59分51秒 / 北緯56.52194度 東経52.99750度

アグルィズ（アグリズ、ロシア語: Агрыз、ウドムルト語: Огырчи、ラテン文字表記の例: Agryz）、あるいはエゲルジェ（タタール語: Әгерҗе, Ägerce）はロシアのタタールスタン共和国の町。人口は1万9991人（2021年）。
共和国の首都カザンからは北東へ304km、ウドムルトの首都イジェフスクからは南へ40km。カマ川の支流で、ウドムルト共和国からタタールスタン共和国へ流れるイジ川沿いにある。
1989年国勢調査ではタタール人が50.1%、ロシア人が38.6%、ウドムルト人が7.2%であった。

## 歴史
アグルィズの名が文献に初出するのは1646年のことである。2,000人ほどが住む村だったアグルィズには、20世紀初頭、カザン・エカテリンブルク間の鉄道建設のための資材集積地や労働者の住む集落が作られ、1915年の開通後は駅のある町として大きくなった。1938年8月28日には市の地位を与えられ、1964年には地区の行政中心地となった。

## 文化・産業・交通
町には貨車の工場のほか、ミルク、印刷などの工場もある。主な産業は林業や農業、畜産業、石油採掘など。
アグルィズ駅からは、カザン方面やエカテリンブルク方面やイジェフスク方面の列車が出ている。